# Ed Hunter
Ed Hunter è la seconda raccolta del gruppo musicale britannico Iron Maiden, pubblicata il 25 luglio 1999 dalla EMI.

## Descrizione
L'album è composto da 2 CD con venti brani ed un terzo CD con all'interno un videogioco, uno sparatutto in prima persona la cui colonna sonora è composta da diverse tra le più celebri tracce del gruppo. Obiettivo del gioco è salvare la mascotte del gruppo, Eddie, passando per vari livelli caratterizzati dalle copertine degli album della band stessa, come ad esempio l'Egitto della copertina di Powerslave.
I primi 20 brani sono stati selezionati e votati dai fan degli Iron Maiden sul loro sito ufficiale mentre Wrathchild '99, presente solo nella versione statunitense, rappresenta l'inedito pubblicato anche come singolo. L'uscita dell'album è coincisa con l'inizio del The Ed Hunter Tour voluto dal gruppo per celebrare il ritorno in formazione di Bruce Dickinson e Adrian Smith.

## Il videogioco
Il videogioco è uno sparatutto su binari sullo stile di The House of the Dead di SEGA. Tuttavia l'elevato costo del cofanetto e la qualità non troppo alta del gioco hanno trasformato quest'operazione in un flop commerciale di discreta entità, con il risultato che il sito dedicato al videogioco è stato chiuso nell'arco di un anno scarso.
Il videogioco ha tra l'altro un bug: il salvataggio automatico non funzionava. Se si esce dal gioco è necessario ricominciare il gioco daccapo. Sul sito del gioco venne caricata una patch per correggere questo difetto, ma avendo avuto il sito vita breve quella patch è diventata molto difficile da trovare in giro per la rete.

### Livelli e musica preimpostata
1. London's East End (ispirata alle copertine di Killers ed Iron Maiden; in sottofondo Phantom of the Opera)
2. The Shady Pines Asylum (ispirata alla copertina di Piece of Mind; in sottofondo Wrathchild)
3. The Pits Of Hell (ispirata alla copertina di The Number of the Beast; in sottofondo Hallowed Be Thy Name)
4. The Graveyard (ispirata alle copertine di Live After Death e No Prayer for the Dying; in sottofondo Fear of the Dark)
5. The Pharaoh's Tomb (ispirata alla copertina di Powerslave; in sottofondo Powerslave)
6. Blade Runner (in sottofondo Futureal)
7. Futureal (ispirata alla copertina di Somewhere in Time; in sottofondo The Evil That Men Do)
8. Finale (in sottofondo The Evil That Men Do)

## Tracce
CD 1
1. Iron Maiden (Live) – 4:27
2. The Trooper – 4:11
3. The Number of the Beast – 4:51
4. Wrathchild – 2:54
5. Futureal – 2:54
6. Fear of the Dark – 7:17
7. Be Quick or Be Dead – 3:24
8. 2 Minutes to Midnight – 6:00
9. Man on the Edge – 4:11
10. Aces High – 4:29
11. The Evil That Men Do – 4:34
12. Wasted Years – 5:05
13. Powerslave – 6:48
14. Hallowed Be Thy Name – 7:14

CD 2
1. Run to the Hills – 3:54
2. The Clansman – 8:59
3. Phantom of the Opera – 7:06
4. Killers – 5:00
5. Stranger in a Strange Land – 5:43
6. Tailgunner – 4:15